# 乔万尼·包桑号防护巡洋舰
“乔万尼·包桑”号防护巡洋舰（Giovanni Bausan）是意大利皇家海军的一艘防护巡洋舰，由W·G·阿姆斯特朗·米切尔爵士公司位于英国的埃尔斯维克工场在19世纪80年代中期设计和建造。该舰于1885年5月完工并服役，是意大利舰队中首艘此类型的舰船，并为后续在意大利建造的设计方案（包括埃特纳级）奠定了基础。“乔万尼·包桑”号旨在作为“战列驱逐舰”服役，装备了两门10英寸（254）主炮，以赋予其击穿重型装甲的能力，但设计缺陷使其不能胜任这一角色。
“乔万尼·包桑”号经常在海外服役。该舰在1887年至1888年期间作为意大利中队的旗舰参与了对厄立特里亚的征服行动。该舰还参加了1902年至1903年的委内瑞拉危机，与英国和德国军舰一同行动。在1911年至1912年的意土战争期间，该舰为北非的意大利地面部队提供了炮火支援。到第一次世界大战爆发时，“乔万尼·包桑”号已被降级为次要任务，先是作为蒸馏船，后来作为水上飞机的供应船。该舰在战争期间被解除武装，最终于1920年3月被出售给拆船商。

## 设计
“乔万尼·包桑”号的设计基于埃尔斯威克船厂早期为智利建造的“埃斯梅拉达”号，由乔治·伦道尔设计，是意大利海军建造的第一艘现代防护巡洋舰。这艘新舰于1882年由时任海军部长古列尔莫·阿克顿下令建造，并以曾参加法国大革命战争和拿破仑战争的那不勒斯海军指挥官乔万尼·包桑命名。“乔万尼·包桑”号被一些人称为鱼雷冲角舰，是首批此类型舰船之一。该舰本意是作为“战列驱逐舰”使用，但由于其火炮射速低且炮台稳定性不足，使其在这一角色中表现不佳。尽管如此，该舰还是代表了当时在法国海军建筑师和战略家中短期流行的“青年学派”理论。

### 一般特性和轮机

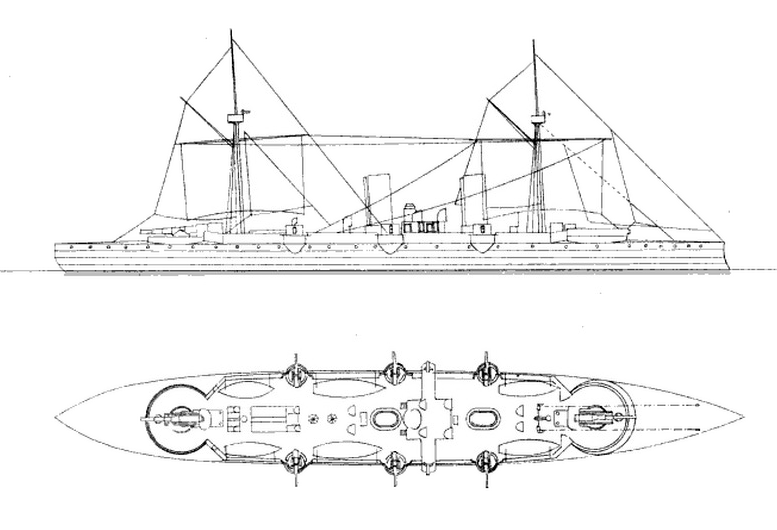
“乔万尼·包桑”号的平面图和侧面图

“乔万尼·包桑”号垂线间长为84.12（276英尺），总长为89.32（293英尺），舷宽为12.85（42英尺2英寸），吃水深度为5.98（19英尺7英寸），排水量为3,082長噸（3,131公噸）。该舰采用钢制船体，舰员包括295名军官和士兵，在其服役后期减少至256人。该舰装备有冲角船首，并最初配备有纵帆船的索具。四艘采用经过改进且略为放大的设计方案建造的埃特纳级巡洋舰，算是“乔万尼·包桑”号的同型半姊妹舰。
“乔万尼·包桑”号由两台复合膨胀式蒸汽机提供动力，每台驱动一个螺旋桨推进器。蒸汽由四座圆柱形苏格兰锅炉供应，这些锅炉通过两根位于中心线上的烟囱排出废气。在试航中，发动机输出了6,470匹指示馬力（4,820千瓦特），最高速度达到6,470匹指示馬力（4,820千瓦特）。以10節（19每小時；12英里每小時）的巡航速度，该舰可以航行5,000海里（9,300；5,800英里）。建成时，舰上的纵帆装具旨在为舰载发动机故障时提供辅助推进方式。然而，到19世纪80年代中期“乔万尼·包桑”号服役时，船用蒸汽机已足够可靠，辅助帆不再必要。因此，后来舰上的帆具也被拆除。

### 武器装备和装甲
舰载武器装备相对于“乔万尼·包桑”号的舰体规模而言非常强大，主炮由两门10英寸（254）30倍径來福線後膛砲组成，安装在舰艏和舰艉单独炮座中，火炮可向舰体侧后方最大旋转30度进行瞄准射击。这几门是埃尔斯维克军械公司生产的G型火炮。六门BL 5.9英寸（150）32倍径副炮安装在舷台内，每侧三门组成副炮组。每侧三门，构成了副炮组。针对鱼雷艇的近程防御则由四门6磅、57毫米（2.24英寸）40倍径速射火炮以及两门1磅、37毫米（1.5英寸）速射火炮组成的近防炮组负责。该舰还装备有三具14英寸（356）鱼雷发射管，两舷水线上方各有一具，舰艏水线以下有一具。
该舰配备了从舰艏到舰艉的装甲甲板。在锅炉和发动机上方的厚度为1.5英寸（38），在舰艏和舰艉厚度减少到0.75英寸（19）。该舰还在水线处设有一层软木“装甲”带，旨在通过木质吸水膨胀来增加防护。然而，事实证明这种方法并不成功，因为被火炮击中会导致软木损坏。“乔万尼·包桑”号的指挥塔由2英寸（51）厚的装甲板保护，主炮的后膛也由2英寸厚的装甲保护。

## 服役历史
“乔万尼·包桑”号于1882年8月21日在英国埃尔斯威克的阿姆斯特朗-惠特沃斯船厂铺设龙骨。舰体完工后于1883年12月15日下水。1885年5月9日服役后，该舰于5月21日离开英国，加入常备舰队（Squada Permamente），并在1887年至1888年期间参与了厄立特里亚的征服行动，期间担任意大利红海中队的旗舰。厄立特里亚战役结束后，“乔万尼·包桑”号返回意大利。1888年，该舰与其他四艘铁甲舰、三艘防护巡洋舰、四艘鱼雷巡洋舰以及众多小型舰艇一起参加了年度舰队演习。演习内容包括密集队形训练和对拉斯佩齐亚的模拟攻击与防御。同年晚些时候，该舰在德国皇帝威廉二世访问意大利期间参加了海军阅兵。1889年7月5日，该舰与鱼雷巡洋舰“霹雳”号相撞，并严重受损。此后，“乔万尼·包桑”号大部分时间在海外服役，特别是在美洲。在此期间，该舰曾于1892年访问了纽约市，成为15年来第一艘在布鲁克林海军船厂接受维修的外国军舰。
1896年，“乔万尼·包桑”号作为第二分舰队的一员参加了7月的年度夏季演习，该分舰队还包括铁甲舰“弗朗切斯科·莫罗西尼”号和“安德烈亚·多利亚”号以及鱼雷巡洋舰“的黎波里”号。1897年，该舰加入国际分遣舰队，这是一支由奥匈帝国海军、法国海军、德意志帝国海军、意大利皇家海军、俄罗斯帝国海军以及英国皇家海军组成的多国部队，在1897年至1898年期间介入了希腊基督徒反抗奥斯曼帝国统治克里特岛的起义。1899年，“乔万尼·包桑”号的5.9英寸炮被现代化的6英寸（152）速射炮取代。
1902年底，“乔万尼·包桑”号被派往委内瑞拉海域，以应对1902年至1903年委内瑞拉危机，当时一支由英国、德国和意大利军舰组成的国际部队因该国拒绝偿还外债而对委内瑞拉实施封锁。同行的意大利分遣队还包括防护巡洋舰“厄尔巴”号和装甲巡洋舰“卡洛·阿尔贝托”号。次年，“乔万尼·包桑”号与防护巡洋舰“埃特纳”号和“多加利”号代表意大利参加了在纽约举行的国际海军检阅活动，该活动是为芝加哥世界哥伦比亚博览会的开幕而举办的。此次博览会是为了纪念克里斯托弗·哥伦布到达北美400周年。法国、德国、英国、西班牙和其他几个国家的舰队也参加了庆祝活动。1904年，“乔万尼·包桑”号返回意大利后，并被分配到预备役舰队。此时舰上其中两门6英寸炮被拆除，计划由新型装甲巡洋舰“弗朗切斯科·费鲁乔”号取代，后者将于1905年9月服役。
从1905年起，“乔万尼·包桑”号被用作司炉工和机械师的训练舰。1912年意土战争爆发后，该舰被重新启用，并作为旗舰“昔兰尼加”号，执行海岸轰炸任务。战争结束后，该舰再次被调回二线服务，成为一艘蒸馏船。此时舰上配备了四台蒸馏器，每24小时能生产200吨淡水，直至第一次世界大战初期都持续担任此任务。由于迫切需要为陆军提供火炮，1915年“乔万尼·包桑”号被部分解除武装，被拆掉了10英寸炮和两门6英寸炮。在战争后期，舰上剩余的武器也被拆除。随后该舰被重新分配为驻扎布林迪西的水上飞机母舰。1919年“乔万尼·包桑”号退出现役，1920年3月被出售，不久后被拆解。

## 脚注

### 引文
1. ↑  日本海人社出版 (2014)，第18頁.
2. ↑  张黎源 (2020)，第283頁.
3. ↑  Marshall (1995)，第268頁.
4. ↑  Sondhaus (2001)，第148頁.
5. ↑  Clowes & Markham (1903)，第440頁.
6. ↑  Bonghi (1885)，第316頁.
7. 1 2  Brook (2003)，第94頁.
8. 1 2 3 4 5 6 7  Brook (2003)，第97頁.
9. ↑  Sondhaus (2001)，第149頁.
10. 1 2 3 4 5 6  Fraccaroli (1979)，第348頁.
11. 1 2  Reed & Simpson (1888)，第137頁.
12. ↑  Woodward (1997)，第170頁.
13. 1 2 3  Brook (2003)，第96頁.
14. ↑  Friedman (2011)，第67頁.
15. ↑  Brassey (1889)，第453頁.
16. ↑  Fraccaroli (1979)，第347頁.
17. ↑  . The New York Times. 2 October 1892: 16  [2025-02-18]. （原始内容存档于2025-01-21）.
18. ↑  . The New York Times. 12 November 1892: 10  [2025-02-18]. （原始内容存档于2025-01-20）.
19. ↑  Barry (1896)，第133頁.
20. ↑  Clowes & Markham (1903)，第444–446頁.
21. ↑  Brook (2003)，第96–97頁.
22. ↑  Robinson (1903)，第420–421頁.
23. ↑  Neal (1899)，第99–100頁.
24. ↑  Garbett (1904)，第1429頁.
25. ↑  Fraccaroli (1979)，第351頁.
26. ↑  Moore (1919)，第220頁.
27. ↑  Moore (1919)，第212頁.